# Генріх Говард, 1-й граф Нортгемптон
Генріх Говард (англ. Henry Howard; 25 лютого 1540 — 15 червня 1614) — державний і політичний діяч королівства Англія, 1-й граф Нортгемптон, член Католицької фракції.

## Життєпис
Походив зі знатного роду Говардів. Старший син Генріха Говарда, графа Суррея, та Френсіс де Вер (донька Джона деВера, графа Оксфорд). Народився 1536 року в Шоттешемі (Норфолк). У 1547 році його батька стратили за наказом короля Генріха VIII, а діда — Томаса Говарда, 3-го герцога Норфолка, запроторено до в'язниці. Родина втратила усі титули. Разом із старшим братом Томасом і сестрами були відправлений під опіку його вуйні Мері Фіцрой, герцогині Річмонд та Сомерсет, яка найняла протестантського проповідника Джона Фокса як вихователя.
З 1553 року став служити пажом в хаусхолді Джона Вайта, єпископа Лінкольнського. Коли того 1556 року було призначено єпископом Вінчестера, Генріх перебрався з вчителем до цього міста. Вивчав філософію, теологію, цивільне право, історію. Саме в цей час набув симпатії до католицтва.
Після смерті королеви Марії I за рішення її наступниці Єлизавети I у 1559 році відновлений в усіх правах та відправлений на навчання до Кінгз-коледжу Кембридзького університету, де закінчив магістратуру в 1564 році. Згодом він приєднався до Трініті-холу, публічно читав латинські лекції з риторики та цивільного права. 1558 року в Оксфордському університеті отримав ступінь магістра вільних мистецтв.
1564 року став членом Кембридзької університетської корпорації Трініті-холл. 1568 року написав трактат про природну та моральну філософію для своєї молодшої сестри Катерини. 1570 року опинився при королівському дворі, увійшов до так званої католицької фракції, яку очолював його брат Томас. 1572 року після страти останнього Генріх опинився під підозрою, але зрештою його було виправдано. Втім це погіршило йому можливість зробити кар'єру.
Тому віддалився в родинний маєток Одлі-Енд, де займався вихованням своїх небожів. Близько 1580 року він розповсюдив трактат на підтримку схеми шлюбу королеви Єлизавети I з Франциском Валуа, герцогом Анжу. Водночас став складати трактат, який засуджував урядування жінки. Внаслідок цього погиркався зі стриєчним братом Едвардом де Вером, графом Оксфордом, який 1582 року звинуватив Генріха Говарда у єресі. Його знову заарештували, і він довго захищався в листі до королеви. Незабаром він був звільнений і, перебравшись до Сент-Олбансу у 1583 році на написання свого «Захист від отрути передбачуваних пророцтв», спрямованого проти судової астрології. Того ж року Генріха знову арештували внаслідок підозри в участі в змові Трокмортона. За підтримки державного секретаря Роберта Сесіла. Рушив в подорож Францією та Італією, відвідавши зокрема Флоренцію та Рим. Часто страждав через нестачу грошей.
1600 року завдяки Сесілу знову опинився при королівському дворі. З 1601 року брав активну участь як посередник в листуванні Роберта Сесіла та шотландського короля Якова VI Стюарта, можливого спадкоємця корони Англії. 1603 року після вступу на трон останнього призначається членом Таємної ради, отримує титули графа Нортгемптоном і барона Марнхаллом в графстві Дорсет. Був одним із суддів на процесах над Волтером Релі та Генріхом Бруком, бароном Кобхем у 1603 році (змова на підтримку Арабелли Стюарт), над Гаєм Фоксом у 1605 році (порохова змова) та над Генрі Гарнетом у 1606 році, у кожній справі домагаючись засудження. 1604 року призначено також лорд-наглядачем П'яти портів (Дувра, Сендвіча, Ромні, Хіза та Гастінгса). Низка дослідників також вважають, що гомосексуальність Генріха Гордона також сприяло його кар'єрі при дворі Якова I.
У 1604 році він був одним із комісарів (посланців), які уклали Лондонський мирний договір з Іспанією, і з цієї дати він отримував від іспанського суду пенсію в розмірі 1 тис. фунтів стерлінгів. 1605 року стає кавалером Ордену Підв'язки та лорд-хранителем Малої печатки, отримує посаду лорд-лейтенанта Норфолку і Гертфордширу. У 1607—1608 роках був лордом (правителем) о. Мен. У 1609 році він був обраний верховним стюардом Оксфордського університету, а в 1612 році — канцлером Кембриджського університету. Того ж року був призначений одним із уповноважених казначейства.
1610 року отримав від короля володіння на о. Ньюфаундленд, для колонізації якого спільно з Джоном Гаєм створив Лондонську і Бристольську компанію. 1612 року призначено лорд-скарбником. 1613 року втрутився в розлучення своєї небоги Френсіс з Робертом Ессексом, 3-й графом Ессекс, для укладання шлюбу з Робертом Карром, графом Сомерсет і фаворитом короля Якова I, що зрештою спричинило скандал. Помер Генріх Говард 1614 року. Був похований у каплиці Дуврського замку.